# Patrick Malakian
Pour les articles homonymes, voir Malakian.
Patrick Malakian est un réalisateur français né le 27 août 1963.

## Biographie
Après ses études aux États-Unis (Management French-American Institute dont il sort diplômé en 1984) et son service militaire, Patrick Malakian devient assistant - notamment sous la direction d'Henri Verneuil - et réalise un premier court métrage en 1991.
Il a réalisé un unique long métrage, Pourquoi maman est dans mon lit ?, sorti en 1994.
Il est le fils du réalisateur Henri Verneuil et de la monteuse Françoise Bonnot.

## Filmographie

### Courts métrages
- 1991 : La dernière tentation de Chris
- 1993 : Illusions fatales

### Long métrage
- 1994 : Pourquoi maman est dans mon lit ?

### Télévision
- 1998 : Changement de cap
- 1999 : Mémoire de sang
- 2000 : Natures mortes
- 2000-2009 : épisodes de plusieurs séries (Joséphine, ange gardien, Les Toqués, Starhunter)